# دويتشه فيرك
دويتشه فيرك كانت شركة بناء سفن ألمانية تأسست في عام 1925 عندما تم دمج Kaiserliche Werft Kiel وأحواض بناء سفن أخرى معا. جاء ذلك نتيجة معاهدة فرساي بعد الحرب العالمية الأولى التي أجبرت صناعة الدفاع الألمانية على الانكماش. كانت الشركة مملوكة لحكومة جمهورية فايمار وكان مقرها في برلين. بدأت دويتشه فيرك بناء السفن التجارية ولكن عندما حصل الحزب النازي على السلطة في عام 1933 تم تغيير الإنتاج إلى السفن البحرية. بالإضافة إلى بناء السفن أنتجت دويتشه ويرك أيضا الأسلحة النارية. معروفة بشكل خاص بما يسمى مسدسات أورتيز التي كانت ذات شعبية خاصة في الولايات المتحدة
خلال الحرب العالمية الثانية، توسعت الشركة إلى مدينة غدينيا البولندية لتأسيس دويتشه فيرك Gotenhafen. دمرت المرافق والبنية التحتية لدويتشه فيرك خلال الحرب العالمية الثانية عن طريق خلال الغارات الجوية. أعيد تنظيم أجزاء من الأعمال باسم Maschinenbau Kiel. في عام 1955 تم شراء مناطق بناء السفن من قبل شركة Howaldtswerke.